# Malnutrizione
Esistono due tipi di malnutrizione: la malnutrizione per eccesso (prevalente nei Paesi ricchi; è nota come ipernutrizione) e la malnutrizione per difetto (prevalente nei Paesi poveri; è nota come denutrizione o iponutrizione).

## Malnutrizione per eccesso
La malnutrizione per eccesso è la conseguenza di uno sbilanciamento per eccesso fra introito energetico e calorie consumate. Esso può derivare da cause genetiche o ambientali (alimentazione troppo abbondante). Per una trattazione più ampia dell'argomento si rimanda alle pagine "sovrappeso" e "obesità".
La malnutrizione nei paesi poveri è la conseguenza prolungata nel tempo di difetti di nutrizione, ovvero una diminuzione di assunzione o assorbimento di protidi, minerali, vitamine o calorie.
È il risultato conseguito a causa di:
- inadeguata assunzione o anomala assimilazione delle calorie immesse nella circolazione del metabolismo, come ad esempio in seguito a diete non eseguite correttamente;
- eccessivo dispendio energetico;
- alterato metabolismo genetico con annesse patologie intrinseche.

Una forma particolare è la malnutrizione calorico-proteica.

## Malnutrizione per difetto
| Ranking | Stato                            | Percentuale della popolazione che soffriva di malnutrizione nel 1990-92 | Percentuale della popolazione che soffriva di malnutrizione nel 2004-06 |
| ------- | -------------------------------- | ----------------------------------------------------------------------- | ----------------------------------------------------------------------- |
| 1       | Repubblica Democratica del Congo | 29%                                                                     | 75%                                                                     |
| 2       | Eritrea                          | 67%                                                                     | 66%                                                                     |
| 3       | Burundi                          | 44%                                                                     | 63%                                                                     |
| 4       | Haiti                            | 63%                                                                     | 58%                                                                     |
| 5       | Sierra Leone                     | 45%                                                                     | 46%                                                                     |
| 6       | Zambia                           | 40%                                                                     | 45%                                                                     |
| 7       | Angola                           | 66%                                                                     | 44%                                                                     |
| 8       | Etiopia                          | 71%                                                                     | 44%                                                                     |
| 9       | Repubblica Centrafricana         | 47%                                                                     | 41%                                                                     |
| 10      | Ruanda                           | 45%                                                                     | 40%                                                                     |
| 11      | Zimbabwe                         | 40%                                                                     | 39%                                                                     |
| 12      | Ciad                             | 59%                                                                     | 38%                                                                     |
| 12      | Liberia                          | 30%                                                                     | 38%                                                                     |
| 14      | Mozambico                        | 59%                                                                     | 37%                                                                     |
| 14      | Togo                             | 45%                                                                     | 37%                                                                     |
| 16      | Madagascar                       | 32%                                                                     | 35%                                                                     |
| 16      | Tanzania                         | 28%                                                                     | 35%                                                                     |
| 18      | Corea del Nord                   | 21%                                                                     | 32%                                                                     |
| 18      | Yemen                            | 30%                                                                     | 32%                                                                     |
| 20      | Kenya                            | 33%                                                                     | 30%                                                                     |
| 21      | Malawi                           | 45%                                                                     | 29%                                                                     |
| 21      | Mongolia                         | 30%                                                                     | 29%                                                                     |
| 21      | Gambia                           | 20%                                                                     | 29%                                                                     |
| 24      | Niger                            | 38%                                                                     | 28%                                                                     |
| 25      | Bangladesh                       | 36%                                                                     | 26%                                                                     |
| 25      | Botswana                         | 20%                                                                     | 26%                                                                     |
| 25      | Tajikistan                       | 34%                                                                     | 26%                                                                     |
| 28      | Cambogia                         | 38%                                                                     | 25%                                                                     |
| 28      | Senegal                          | 28%                                                                     | 25%                                                                     |
| 30      | Armenia                          | 43%                                                                     | 23%                                                                     |
| 30      | Bolivia                          | 24%                                                                     | 23%                                                                     |
| 30      | Camerun                          | 34%                                                                     | 23%                                                                     |
| 30      | Pakistan                         | 22%                                                                     | 23%                                                                     |
| 34      | India                            | 24%                                                                     | 22%                                                                     |
| 35      | Repubblica del Congo             | 40%                                                                     | 21%                                                                     |
| 35      | Repubblica Dominicana            | 27%                                                                     | 21%                                                                     |
| 35      | Nicaragua                        | 52%                                                                     | 21%                                                                     |
| 35      | Sri Lanka                        | 27%                                                                     | 21%                                                                     |
| 39      | Sudan                            | 31%                                                                     | 20%                                                                     |
| 40      | Benin                            | 28%                                                                     | 19%                                                                     |
| 40      | Laos                             | 27%                                                                     | 19%                                                                     |
| 40      | Namibia                          | 29%                                                                     | 19%                                                                     |
| 43      | Swaziland                        | 12%                                                                     | 18%                                                                     |
| 44      | Myanmar                          | 44%                                                                     | 17%                                                                     |
| 44      | Panama                           | 18%                                                                     | 17%                                                                     |
| 44      | Thailandia                       | 29%                                                                     | 17%                                                                     |
|         | Terzo Mondo                      | 20%                                                                     | 16%                                                                     |
| 47      | Guatemala                        | 14%                                                                     | 16%                                                                     |
| 47      | Indonesia                        | 19%                                                                     | 16%                                                                     |
| 47      | Nepal                            | 21%                                                                     | 16%                                                                     |
| 50      | Lesotho                          | 15%                                                                     | 15%                                                                     |
| 50      | Filippine                        | 21%                                                                     | 15%                                                                     |
| 50      | Uganda                           | 19%                                                                     | 15%                                                                     |
| 53      | Costa d'Avorio                   | 15%                                                                     | 14%                                                                     |
| 54      | Ecuador                          | 24%                                                                     | 13%                                                                     |
| 54      | Peru                             | 28%                                                                     | 13%                                                                     |
| 54      | Vietnam                          | 28%                                                                     | 13%                                                                     |
| 54      | Uzbekistan                       | 5%                                                                      | 13%                                                                     |
| 57      | Honduras                         | 19%                                                                     | 12%                                                                     |
| 57      | Georgia                          | 47%                                                                     | 12%                                                                     |
| 57      | Paraguay                         | 16%                                                                     | 12%                                                                     |
| 57      | Venezuela                        | 14%                                                                     | 12%                                                                     |
| 61      | Azerbaijan                       | 27%                                                                     | 11%                                                                     |
| 62      | Cina                             | 15%                                                                     | 10%                                                                     |
| 62      | Colombia                         | 15%                                                                     | 10%                                                                     |
| 62      | El Salvador                      | 9%                                                                      | 10%                                                                     |
| 62      | Mali                             | 14%                                                                     | 10%                                                                     |
| 62      | Trinidad e Tobago                | 11%                                                                     | 10%                                                                     |
| 68      | Burkina Faso                     | 14%                                                                     | 9%                                                                      |
| 69      | Ghana                            | 34%                                                                     | 8%                                                                      |
| 69      | Nigeria                          | 15%                                                                     | 8%                                                                      |
| 71      | Suriname                         | 11%                                                                     | 7%                                                                      |
| 72      | Brasile                          | 10%                                                                     | 6%                                                                      |
| 72      | Guyana                           | 18%                                                                     | 6%                                                                      |
| 72      | Mauritius                        | 7%                                                                      | 6%                                                                      |
| 72      | Turkmenistan                     | 9%                                                                      | 6%                                                                      |
| 75      | Jamaica                          | 11%                                                                     | 5%                                                                      |
| 76      | Albania                          | 5%                                                                      | <5%                                                                     |
| 76      | Algeria                          | <5%                                                                     | <5%                                                                     |
| 76      | Argentina                        | <5%                                                                     | <5%                                                                     |
| 76      | Bielorussia                      | <5%                                                                     | <5%                                                                     |
| 76      | Bulgaria                         | 8%                                                                      | <5%                                                                     |
| 76      | Bosnia-Erzegovina                | 9%                                                                      | <5%                                                                     |
| 76      | Cile                             | 7%                                                                      | <5%                                                                     |
| 76      | Croazia                          | 16%                                                                     | <5%                                                                     |
| 76      | Costa Rica                       | 6%                                                                      | <5%                                                                     |
| 76      | Cuba                             | 5%                                                                      | <5%                                                                     |
| 76      | Repubblica Ceca                  | <5%                                                                     | <5%                                                                     |
| 76      | Egitto                           | <5%                                                                     | <5%                                                                     |
| 76      | Estonia                          | 9%                                                                      | <5%                                                                     |
| 76      | Gabon                            | 5%                                                                      | <5%                                                                     |
| 76      | Ungheria                         | <5%                                                                     | <5%                                                                     |
| 76      | Iran                             | <5%                                                                     | <5%                                                                     |
| 76      | Giordania                        | <5%                                                                     | <5%                                                                     |
| 76      | Kazakhstan                       | <5%                                                                     | <5%                                                                     |
| 76      | Kirghizistan                     | 9%                                                                      | <5%                                                                     |
| 76      | Kuwait                           | 20%                                                                     | <5%                                                                     |
| 76      | Lettonia                         | <5%                                                                     | <5%                                                                     |
| 76      | Libano                           | <5%                                                                     | <5%                                                                     |
| 76      | Libia                            | <5%                                                                     | <5%                                                                     |
| 76      | Lituania                         | <5%                                                                     | <5%                                                                     |
| 76      | Repubblica di Macedonia          | 15%                                                                     | <5%                                                                     |
| 76      | Malaysia                         | <5%                                                                     | <5%                                                                     |
| 76      | Messico                          | 5%                                                                      | <5%                                                                     |
| 76      | Marocco                          | 5%                                                                      | <5%                                                                     |
| 76      | Polonia                          | <5%                                                                     | <5%                                                                     |
| 76      | Romania                          | <5%                                                                     | <5%                                                                     |
| 76      | Arabia Saudita                   | <5%                                                                     | <5%                                                                     |
| 76      | Slovacchia                       | 4%                                                                      | <5%                                                                     |
| 76      | Siria                            | <5%                                                                     | <5%                                                                     |
| 76      | Tunisia                          | <5%                                                                     | <5%                                                                     |
| 76      | Ucraina                          | <5%                                                                     | <5%                                                                     |

### Eziologia della malnutrizione per difetto
Fra le cause più comuni vi sono alcune patologie mentali come la depressione, o infezioni quali la tubercolosi, o neoplasie maligne (cfr. cachessia), o ancora cause nosocomiali come la nutrizione parenterale totale.
La malnutrizione per difetto si ha in caso di pazienti traumatizzati e politraumatizzati dove insorge un ipercatabolismo grave, in caso di ustioni, piaghe da decubito; in seguito a terapie ad esempio in pazienti in restrizione idrica (insufficienza cardiaca congestizia, dializzati).
In determinati paesi nel mondo la malnutrizione è strettamente collegata alle condizioni socio-economiche del popolo (cfr. inedia), a cui si aggiunge spesso l'estrema giovinezza delle madri.
Molti studi hanno cercato di determinare i fattori di rischio che incidono sulla malnutrizione nei paesi del terzo mondo: tutti risultano connessi alle condizioni di povertà del paese, e al grado di istruzione dei genitori.

#### Criteri di rischio malnutrizione per difetto
La persona è a rischio malnutrizione se manifesta almeno uno di questi segni clinici sul corpo:
- calo ponderale non intenzionale - > 10% del peso corporeo abituale nei primi mesi passati;
- peso corporeo < 90% del peso ideale per l'altezza;
- indice di massa corporea calcolata < 18,5.

### Epidemiologia della malnutrizione per difetto
Secondo Jean Ziegler (Relatore speciale delle Nazioni Unite sul diritto al cibo per il 2000 a marzo 2008), la mortalità a causa di malnutrizione rappresentava il 58% della mortalità totale nel 2006: "Nel mondo, circa 62 milioni di persone, tutte le cause di combinato di morte, muoiono ogni anno.
Nel 2006, più di 36 milioni di persone sono morte di fame o di malattie a causa di carenze di micronutrienti.
Segue una lista di stati per percentuale della popolazione che soffre di malnutrizione, come definito dal Programma Alimentare Mondiale dell'Onu e dal rapporto della FAO del 2009 sullo "Stato dell'insicurezza di cibo nel Mondo".

### Sintomatologia della malnutrizione per difetto

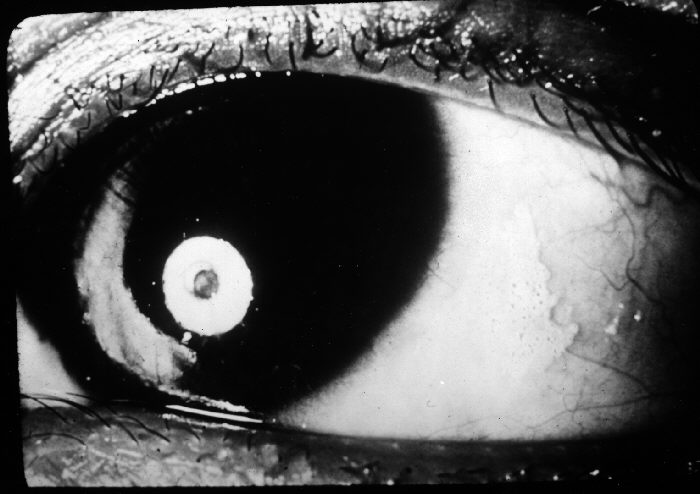
Le macchie di Bitot